# Darjan Petrič
Darjan Petrič (ur. 24 sierpnia 1964 w Kranju) – słoweński pływak reprezentujący Jugosławię, działacz sportowy i przedsiębiorca.

## Lata młodości
Pływanie zaczął trenować w wieku 8 lat. 

## Kariera sportowa
W 1980 po raz pierwszy wystąpił na igrzyskach olimpijskich, na których wystartował na 400 i 1500 m stylem dowolnym. Na 400 m odpadł w pierwszej rundzie, zajmując 4. miejsce w swoim wyścigu eliminacyjnym z czasem 4:03,54 s, a na 1500 m także nie przeszedł pierwszej rundy, plasując się na 4. pozycji w swoim wyścigu eliminacyjnym z czasem 15:47,49 s, a także zajął drugie miejsce na maratonie Faros. W 1981 został brązowym medalistą mistrzostw Europy na 400 m stylem dowolnym z czasem 3:53,71 s. W 1982 wywalczył brąz mistrzostw świata na 1500 m tym samym stylem z czasem 15:10,20 s. W tym samym roku otrzymał też nagrodę Bloudka. W 1983 ponownie zdobył brązowy medal mistrzostw Europy na 400 m stylem dowolnym z czasem 3:52,60 s, a także wywalczył trzy medale igrzysk śródziemnomorskich: złoty na 400 m stylem dowolnym z czasem 3:54,72 s, srebrny na 1500 m tym samym stylem z czasem 15:28,75 s i brązowy na 200 m stylem dowolnym z czasem 1:53,26 s. W 1984 ponownie wystąpił na igrzyskach olimpijskich, na których wziął udział w zawodach na 200, 400 i 1500 m stylem dowolnym. Na 200 m odpadł w pierwszej rundzie, zajmując 6. miejsce w swoim wyścigu eliminacyjnym z czasem 1:55,68 s, na dwukrotnie dłuższym dystansie był 6. z czasem 3:54,88 s, natomiast na 1500 m zakończył rywalizację na pierwszej rundzie, plasując się na 4. pozycji w swoim wyścigu eliminacyjnym z czasem 15:36,44 s. W 1987 zdobył dwa srebrne medale uniwersjady: na 400 i 1500 m stylem dowolnym. W 1988 po raz ostatni wystartował na igrzyskach olimpijskich, na których uczestniczył w zawodach na 400 i 1500 m stylem dowolnym. Na krótszym dystansie odpadł w pierwszej rundzie, zajmując 6. miejsce w swoim wyścigu eliminacyjnym z czasem 3:56,94 s, natomiast na dłuższym dystansie był 8. z czasem 15:37,12 s. Był 21-krotnym mistrzem Jugosławii. Reprezentował klub PK Triglav Kranj.

## Edukacja
W 1991 ukończył studia informatyczne, a w 1996 ukończył studia magisterskie.

## Losy po zakończeniu kariery
W 1998 został wybrany do zarządu Stowarzyszenia Związków Sportowych przy Słoweńskim Komitecie Olimpijskim, a w 2002 znalazł się w tym zarządzie na drugą kadencję. W latach 1996–2009 był prezesem klubu PK Triglav Kranj, a w 2009 został przewodniczącym słoweńskiego związku pływackiego, zastępując na tym stanowisku Jure Prosena.
W 2010 startował w wyborach na burmistrza gminy miejskiej Kranj z listy partii Socjaldemokraci, jednakże w pierwszej turze wyborów zajął 4. miejsce, otrzymując 16,92% poparcia. Do wyborów przystąpił pod hasłem Kranj zasługuje na więcej (słoweń. Kranj zasluži boljše), a oprócz SD popierały go również LDS, Partia Młodych-Zieloni Europy (SMS) i Głos Kobiet Słowenii. W tym samym roku założył firmę zajmującą się doradztwem strategicznym i w prowadzeniu działalności gospodarczej.

## Życie prywatne
W 1989 poślubił Karmen Berložnik, z którą ma dwoje dzieci: syna Jana Karla i córkę Nikę Karlinę. Jego brat Borut również był pływakiem. Jego ojciec Drago (1935–2006) był przez wiele lat asystentem dyrektora Instytutu Ubezpieczeń Zdrowotnych Słowenii, a także w latach 1967–1972 przewodniczącym klubu PK Triglav Kranj, w latach 1976–1981 przewodniczącym Słoweńskiego Związku Pływackiego, a wcześniej uprawiał piłkę wodną i pływanie.